# مارك دوغرتي
مارك دوغرتي (بالإنجليزية: Mark Dougherty)‏ هو لاعب كرة قدم ومدرب كرة قدم أمريكي، ولد في 7 نوفمبر 1967 في سانتا كلارا في الولايات المتحدة. لعب مع تامبا باي موتيني وكولومبوس كرو.

## وصلات خارجية
- مارك دوغرتي على موقع الدوري الأمريكي (الإنجليزية)
- مارك دوغرتي على موقع قاعدة بيانات كرة القدم.إي يو (الإنجليزية)